# 静岡県道193号興津停車場線

静岡県道193号興津停車場線（しずおかけんどう193ごう おきつていしゃじょうせん）は、静岡市清水区興津を通る一般県道である。

## 路線データ
- 陸上距離 ： 0.2km
- 起点 ： 静岡市清水区興津本町（JR興津停車場）
- 終点 ： 静岡市清水区興津中町（国道1号静清バイパス交点）

## 接続路線
- 国道1号（興津駅前交差点）
- 静清バイパス - 上り線のみ接続